# Maglaj
Maglaj (en serbio cirílico: Маглај) es una ciudad y municipio de Bosnia y Herzegovina. Se encuentra en el cantón de Zenica-Doboj, dentro del territorio de la Federación de Bosnia y Herzegovina. La capital del municipio de Maglaj es la ciudad homónima. Al censo de 1991, la ciudad contaba 7.957 habitantes y el municipio 43.388. En 2009, la población de la ciudad se estimaba en 3.915 habitantes.

## Localización
La ciudad de Maglaj se encuentra a orillas del río Bosna, a 20 km al sur de la ciudad de Doboj.

## Localidades
En 1991 Maglaj contaba con 56 localidades:
- Adže.
- Bakotić.
- Bijela Ploča.
- Bradići Donji.
- Bradići Gornji.
- Brezici.
- Brezove Dane.
- Brusnica.
- Čobe.
- Čusto Brdo.
- Domislica.
- Donja Bočinja.
- Donja Bukovica.
- Donja Paklenica.
- Donji Rakovac.
- Donji Ulišnjak.
- Globarica.
- Gornja Bočinja.
- Gornja Bukovica.
- Gornja Paklenica.
- Gornji Rakovac.
- Gornji Ulišnjak.
- Grabovica.
- Jablanica.
- Kamenica.
- Komšići.
- Kopice.
- Kosova.
- Krsno Polje.
- Liješnica.
- Lugovi.
- Ljubatovići.
- Maglaj.
- Matina.
- Misurići.
- Mladoševica.
- Moševac.
- Novi Šeher.
- Oruče.
- Osojnica.
- Ošve.
- Parnica.
- Pire.
- Poljice.
- Ponijevo.
- Radojčići.
- Radunice.
- Rajnovo Brdo.
- Ravna.
- Rječica Donja.
- Rječica Gornja.
- Straište.
- Striježevica.
- Strupina.
- Trbuk.
- Tujnica.

## Demografía
En el año 2009 la población del municipio de Maglaj era de 23 403 habitantes. La superficie del municipio es de 290 kilómetros cuadrados, con lo que la densidad de población era de 81 habitantes por kilómetro cuadrado.
| 1971  | 1981  | 1991  | 2009  |
| ----- | ----- | ----- | ----- |
| 37587 | 42160 | 43388 | 23403 |

Distribución étnica de la población en 1991:
| Nacionalidad | Número | %     |
| ------------ | ------ | ----- |
| Musulmanes   | 19 569 | 45,10 |
| Serbios      | 13 312 | 30,68 |
| Croatas      | 8365   | 19,27 |
| Yugoslavos   | 1508   | 3,47  |
| Otros        | 634    | 1,48  |